# Stallings
Stallings és una població dels Estats Units a l'estat de Carolina del Nord. Segons el cens del 2007 tenia 4.691 habitants.

## Demografia
Segons el cens del 2000, Stallings tenia 3.189 habitants, 1.180 habitatges i 931 famílies. La densitat de població era de 348,8 habitants per km².
Dels 1.180 habitatges en un 36,9% hi vivien nens de menys de 18 anys, en un 64,2% hi vivien parelles casades, en un 10,5% dones solteres, i en un 21,1% no eren unitats familiars. En el 16,6% dels habitatges hi vivien persones soles el 5,3% de les quals corresponia a persones de 65 anys o més que vivien soles. El nombre mitjà de persones vivint en cada habitatge era de 2,7 i el nombre mitjà de persones que vivien en cada família era de 3,03.
Per edats la població es repartia de la següent manera: un 26,7% tenia menys de 18 anys, un 6,4% entre 18 i 24, un 37,5% entre 25 i 44, un 20,9% de 45 a 60 i un 8,5% 65 anys o més.
L'edat mediana era de 34 anys. Per cada 100 dones de 18 o més anys hi havia 94,3 homes.
La renda mediana per habitatge era de 51.419 $ i la renda mediana per família de 54.526 $. Els homes tenien una renda mediana de 40.149 $ mentre que les dones 26.467 $. La renda per capita de la població era de 22.352 $. Entorn del 4,9% de les famílies i el 5% de la població estaven per davall del llindar de pobresa.

## Poblacions més properes
El següent diagrama mostra les poblacions més properes.